# Rue de Vienne
La rue de Vienne est une voie du 8e arrondissement de Paris.

## Situation et accès

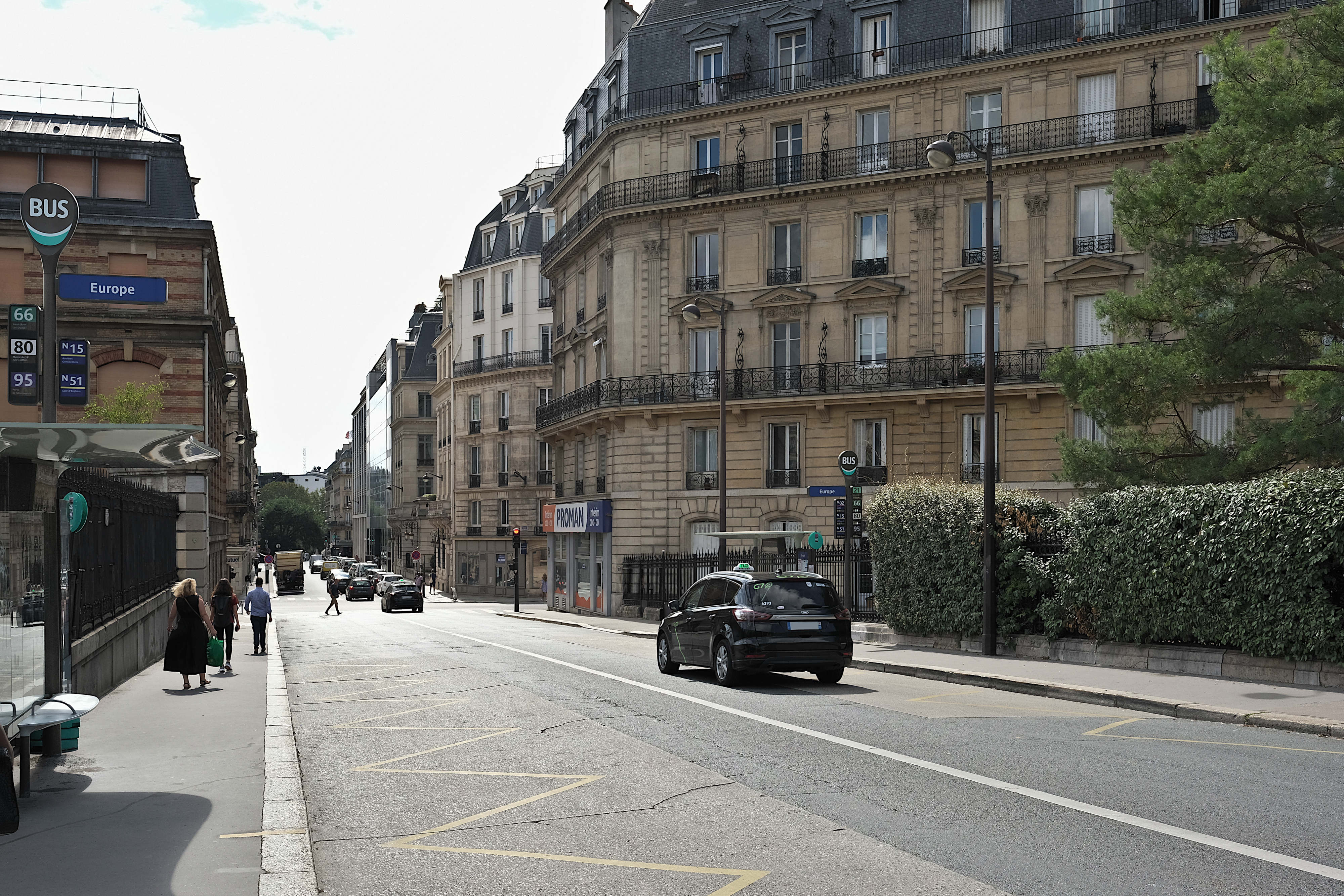
La rue de Vienne vue de la place de l'Europe.

Elle commence au 2, place Henri-Bergson et se termine place de l'Europe.

## Origine du nom
Elle a reçu sa dénomination d'après la ville de Vienne, capitale de l'Autriche.

## Historique
Dans le cadre de la création du quartier de l'Europe, l'ouverture de la rue de Vienne fut autorisée par l'ordonnance royale du 2 février 1826 sur les terrains des anciens jardins de Tivoli appartenant à Jonas-Philip Hagerman et Sylvain Mignon. Cette ordonnance prescrivit de donner à la rue une largeur minimale de 15 mètres. On ne commença d'y bâtir qu'en 1832 et la rue s'arrêta d'abord rue du Rocher. Elle n'atteignit la place de Laborde (aujourd'hui place Henri-Bergson) qu'en 1862.

## Bâtiments remarquables et lieux de mémoire
- No 21 : le comte Léon de Tinseau (1844-1921), homme de lettres, y demeura en 1910[2].

## Sources
- Félix et Louis Lazare, Dictionnaire administratif et historique des rues de Paris et de ses monuments, Paris, Imprimerie de Vinchon, 1844-1849.
- Félix de Rochegude, Promenades dans toutes les rues de Paris : VIIIe arrondissement, Paris, Hachette, 1910 (lire en ligne).